# عبدو محمد
عبدو محمد، أديب سوري، وباحث تاريخي، ونائب سابق في مجلس الشعب السوري، ورئيس فرع اتحاد الكتاب العرب بحلب.
قدَّم إلى المكتبة العربية أبحاث ودراسات جمَّة، ونال عدد من الجوائز الأدبية .

## حياته
- من مواليد محافظة حلب، منطقة عفرين عام: 1946م.
- يحمل إجازة في الآداب قسم الجغرافية جامعة دمشق عام: 1968م.
- عضو اتحاد الكتاب العرب وعضو مجلس الاتحاد: 1990 - 2005م.
- رئيس فرع الاتحاد بحلب منذ عام: 1995م.
- موجه اختصاصي للجغرافية في وزارة التربية سابقاً.
- نائب في مجلس الشعب السوري، الدور التشريعي التاسع : 2007م.
- عضو في عدد من النوادي الأدبية والجمعيات الثقافية في حلب

## جوائزه
نال عددً من الجوائز والأوسمة منها :
1. بجائزة وزارة الثقافة عام 1970 (وهو تاريخ صدورها).
2. جائزة مسابقة دار الفكر عام 1977م.
3. جائزة وكالة سرسفنكس – القاهرة

## مؤلفاته
1. الوشاح الزرق. (قصص)، منشورات وزارة الثقافة عام: 1975م.
2. فارس عين جالوت. (قصص)، منشورات اتحاد الكتاب العرب دمشق عام: 1979م.

لا أعرف قصة
1. نابليون في القاهرة. (رواية)، دار الحوار اللاذقية عام: 1984م.
2. هولاكو في بغداد. (رواية)، دار الحوار اللاذقية عام: 1984م.
3. عيون ترقب الأرض. (رواية)، منشورات اتحاد الكتاب العرب دمشق عام:1992م.
4. العم مصطفى وحكايات من قريتي. (قصص)، منشورات وزارة الثقافة عام: 1992م.
5. الوعل المغرور. (قصص)، منشورات اتحاد الكتاب العرب دمشق عام: 1995م.
6. نساء شهيرات من التاريخ العربي والإسلامي. (قصص)، دار ربيع حلب.
7. أمهات المؤمنين. (قصص)، دار ربيع حلب.
8. صحابيات مؤمنات. (قصص)، دار ربيع حلب.
9. آل البيت. (قصص)، دار ربيع حلب.
10. الصقيع. (قصص)، دار الفكر دمشق.
11. رحلة ملك الأحلام. رواية للفتيان دار الفكر دمشق.
12. قصص تربوية للأطفال 9 مجموعات دار ربيع حلب.
13. الأصدقاء. مسرحية للأطفال منشورات اتحاد الكتاب العرب دمشق عام: 1995م.
14. الزعيم. قصص للأطفال دار ربيع حلب.
15. الشيخ والأزهار. قصص للأطفال دار ربيع حلب.
16. أسرار البحيرة. قصص للأطفال دار ربيع حلب.
17. تساؤلات قصص. للكبار منشورات اتحاد الكتاب العرب دمشق.
18. رحلة العالم الكبير فارس وكلبه حمّور. قصص للأطفال دار ربيع حلب.
19. شمال الحكاية السورية. قصص منشورات اتحاد الكتاب العرب دمشق.
20. الحيوانات المغرورة. مسرحيات للأطفال منشورات اتحاد الكتاب العرب دمشق.
21. العفريت الصغير. قصص منشورات وزارة الثقافة.
22. الرحلة العجيبة. قصص للأطفال وزارة الثقافة .